# Geological Society of America

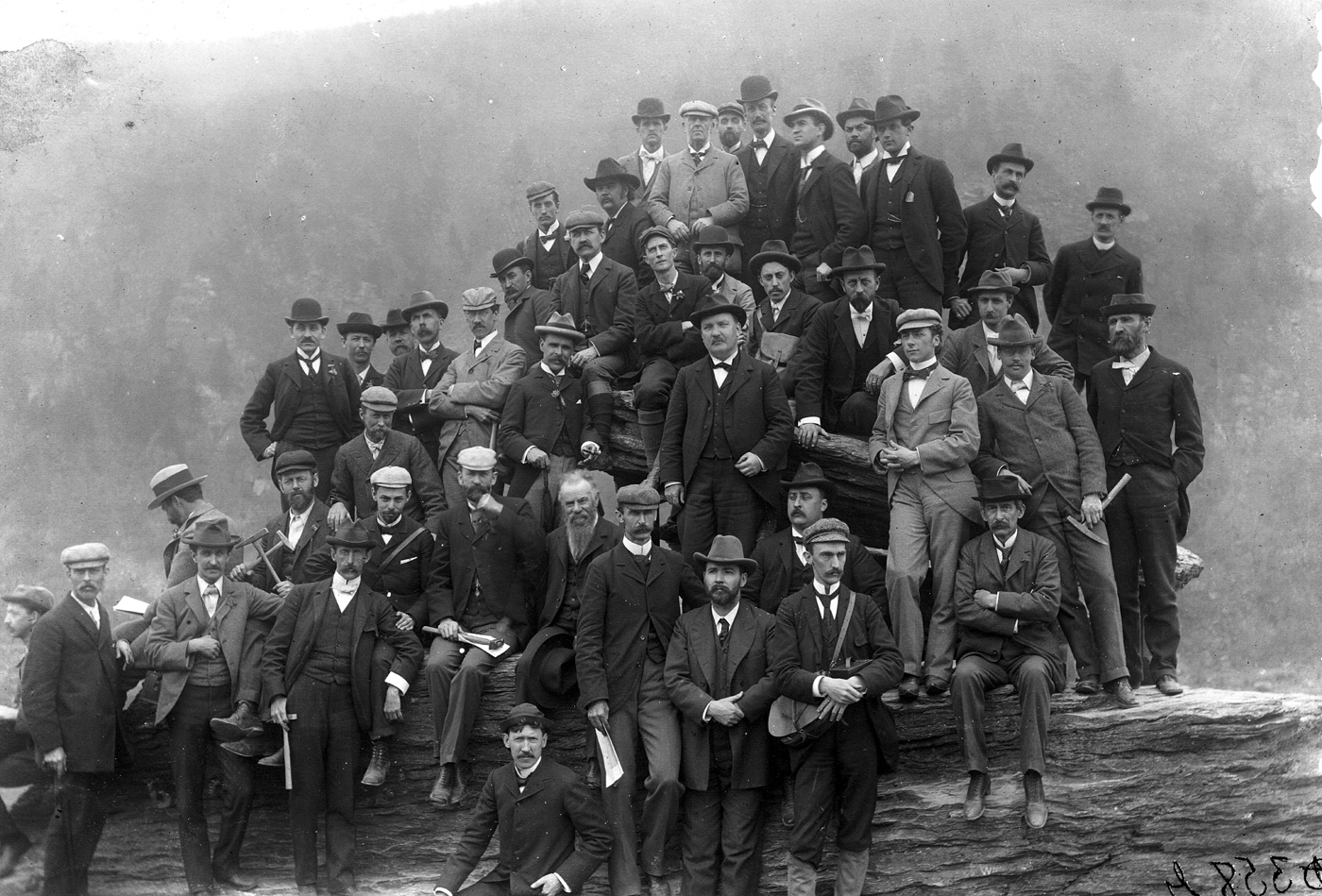
Exkursion von Mitgliedern der Geological Society of America nach Harpers Ferry in West Virginia am 30. April 1897

Die Geological Society of America, Inc. (Amerikanische Geologische Gesellschaft, Abkürzung: GSA) ist eine gemeinnützige Organisation, die sich der Förderung der Geowissenschaften verschrieben hat. Die Gesellschaft wurde 1888 in Ithaca, New York County von James Hall, James Dwight Dana und Alexander Winchell als Ableger der American Association for the Advancement of Science gegründet. Seit 1968 befindet sich ihr Hauptsitz in Boulder (Colorado). Sie hat mehr als 25.000 Mitglieder in über 85 Ländern (Stand 2013) und besitzt sechs regionale Verbände in Nordamerika sowie 17 spezialisierte Abteilungen.

## Ziele und Aktivitäten
Die Ziele der Gesellschaft sind die Förderung der Geowissenschaften, die Unterstützung der beruflichen Karriere ihrer Mitglieder, und die Unterstützung der Geowissenschaften zum Wohl der Menschheit („... to advance the geosciences, to enhance the professional growth of its 21,500 members, and to promote the geosciences in the service of humanity.“) Die Hauptaktivitäten liegen in der finanziellen Unterstützung geowissenschaftlicher Kongresse und der Publikation geowissenschaftlicher Literatur. Die Gesellschaft gibt drei Zeitschriften (GSA Today, Geology und GSA Bulletin) sowie das Onlinemagazin Geosphere heraus. Die monatlich erscheinende Zeitschrift GSA Today ist online frei zugänglich. Seit Februar 2009 erscheint mit sechs Ausgaben pro Jahr die Zeitschrift Lithosphere, die sich vor allem mit  tektonischen Prozessen in der Erdkruste und dem oberen Erdmantel befasst und die Forschung in diesem Feld umfassend darstellt.
Die Mitglieder treffen sich zur Hauptversammlung einmal im Jahr an verschiedenen Orten. 2007 fand die Hauptversammlung in Denver, Colorado statt. Die nächsten Hauptversammlungen sollen 2008 in Houston, Texas, 2009 in Portland (Oregon), 2010 in Denver und 2011 in Minneapolis abgehalten werden. Die Versammlungen umfassen Präsentationen und Gespräche über Geologie und werden auch von Nichtmitgliedern wie Schülern, Unternehmen und Angehörigen anderer geologischer Organisationen besucht.
Die GSA verleiht als Anerkennung von Verdiensten im Bereich der Geowissenschaften zahlreiche Auszeichnungen, darunter die Penrose-Medaille, der G. K. Gilbert Award und die Arthur L. Day Medal.

## Geschichte
Die GSA begann mit 100 Mitgliedern unter ihrem ersten Präsidenten, dem Paläontologen und Staatsgeologen von New York James Hall. Während der nächsten 43 Jahre wuchs ihre Mitgliederzahl stetig bis auf 600 Personen an. 1931 erbrachte eine Spende von 4 Millionen Dollar des 1930 amtierenden Vorsitzenden Richard Alexander Fullerton Penrose, Jr. eine entscheidende Förderung, und führte zu rasantem Wachstum der GSA.

## Publikationen
Neben dem Mitgliedermagazin GSA Today gibt die Vereinigung die Fachzeitschriften Geology, GSA Bulletin, Geosphere, Lithosphere und Environmental & Engineering heraus.